# 소나기 (1987년 드라마)
《소나기》는 1987년 10월 4일에 MBC TV에서 방영된 베스트셀러극장이다.

## 줄거리
황순원의 소설 소나기를 고영남 감독의 1978년도 영화 소나기에 이어 두번째로 영상화한 작품이다.

## 출연
- 김석지 : 소년 역
- 조은정 : 소녀 역
- 심양홍 : 소년의 아버지 역
- 고두심 : 소년의 어머니 역
- 권성덕 : 윤초시 역
- 박인환 : 학교 선생님 역
- 김지영
- 김복희
- 나성균
- 이화시 : 소녀의 어머니 역
- 정진강
- 정현옥
- 김묵영
- 신수식
- 박성환
- 신승철
- 국우종
- 김석빈